# Valkjärvi (sjö i Finland, Päijänne-Tavastland, lat 60,88, long 25,23)
Valkjärvi är en sjö i Finland. Den ligger i kommunen Kärkölä i landskapet Päijänne-Tavastland, i den södra delen av landet, 80 km norr om huvudstaden Helsingfors. Valkjärvi ligger 85,4 meter över havet. I omgivningarna runt Valkjärvi växer i huvudsak blandskog. Arean är 1,43 kvadratkilometer och strandlinjen är 5,5 kilometer lång. Sjön  ingår i Kumo älvs huvudavrinningsområde. 